# Бокс на летней Спартакиаде народов СССР 1991
Соревнования по боксу на Х летней Спартакиаде народов СССР проходили с 4 по 12 июля 1991 года в Минске. Они не носили статус чемпионата СССР 1991 года, который был проведён отдельно в январе этого года в Казани.

## Победители и призёры
| Весовая категория | Золото                      | Серебро                  | Бронза                       |
| До 48 кг          | Алексан Налбандян Ереван    | Ншан Мунчян Ереван       | Кенешбек Дуйшеев Нарын       |
| До 48 кг          | Алексан Налбандян Ереван    | Ншан Мунчян Ереван       | Хамид Турсунов Фергана       |
| До 51 кг          | Болат Темиров Гурьев        | Анатолий Филиппов Якутск | Джамбулат Мутаев Ленинград   |
| До 51 кг          | Болат Темиров Гурьев        | Анатолий Филиппов Якутск | М. Ишанкулов Гродно          |
| До 54 кг          | Владислав Антонов Ленинград | Мереке Джусупов Кокчетав | Лерник Папян Кировакан       |
| До 54 кг          | Владислав Антонов Ленинград | Мереке Джусупов Кокчетав | Тимофей Скрябин Кишинёв      |
| До 57 кг          | Андрей Чеботарёв Ленинград  | Виталий Каргин Ангарск   | Галуст Сафарян Кировакан     |
| До 57 кг          | Андрей Чеботарёв Ленинград  | Виталий Каргин Ангарск   | Мурат Касенов Алма-Ата       |
| До 60 кг          | Артур Григорян Ташкент      | Сергей Галикиев Миасс    | Болат Ниязымбетов Джамбул    |
| До 60 кг          | Артур Григорян Ташкент      | Сергей Галикиев Миасс    | Н. Султанов Ташкент          |
| До 63,5 кг        | Василий Кириллов Ленинград  | Олег Николаев Магадан    | Азат Галеев Уфа              |
| До 63,5 кг        | Василий Кириллов Ленинград  | Олег Николаев Магадан    | Нариман Атаев Каган          |
| До 67 кг          | Андрей Пестряев Уфа         | Нуржан Сманов Чимкент    | Роберт Имамов Ленинград      |
| До 67 кг          | Андрей Пестряев Уфа         | Нуржан Сманов Чимкент    | Радик Чанышев Душанбе        |
| До 71 кг          | Канатбек Шагатаев Чимкент   | Владимир Видов Ленинград | М. Шагабов Ургенч            |
| До 71 кг          | Канатбек Шагатаев Чимкент   | Владимир Видов Ленинград | Олег Кравченко Москва        |
| До 75 кг          | Александр Лебзяк Магадан    | Дмитрий Выборнов Самара  | Сергей Бакал Кишинёв         |
| До 75 кг          | Александр Лебзяк Магадан    | Дмитрий Выборнов Самара  | Игорь Бунин Шахрисабз        |
| До 81 кг          | Андрей Курнявка Бишкек      | Анатолий Кушков Шевченко | Игорь Илюхин Москва          |
| До 81 кг          | Андрей Курнявка Бишкек      | Анатолий Кушков Шевченко | Ростислав Зауличный Львов    |
| До 91 кг          | Игорь Шишкин Абай           | Виктор Акшонов Донецк    | Анатолий Иващенко Пржевальск |
| До 91 кг          | Игорь Шишкин Абай           | Виктор Акшонов Донецк    | Аршак Авартакян Ереван       |
| Свыше 91 кг       | Николай Кульпин Павлодар    | Олег Маскаев Ташкент     | Михаил Юрченко Талды-Курган  |
| Свыше 91 кг       | Николай Кульпин Павлодар    | Олег Маскаев Ташкент     | Виталий Кличко Киев          |